# 天神橋筋六丁目駅

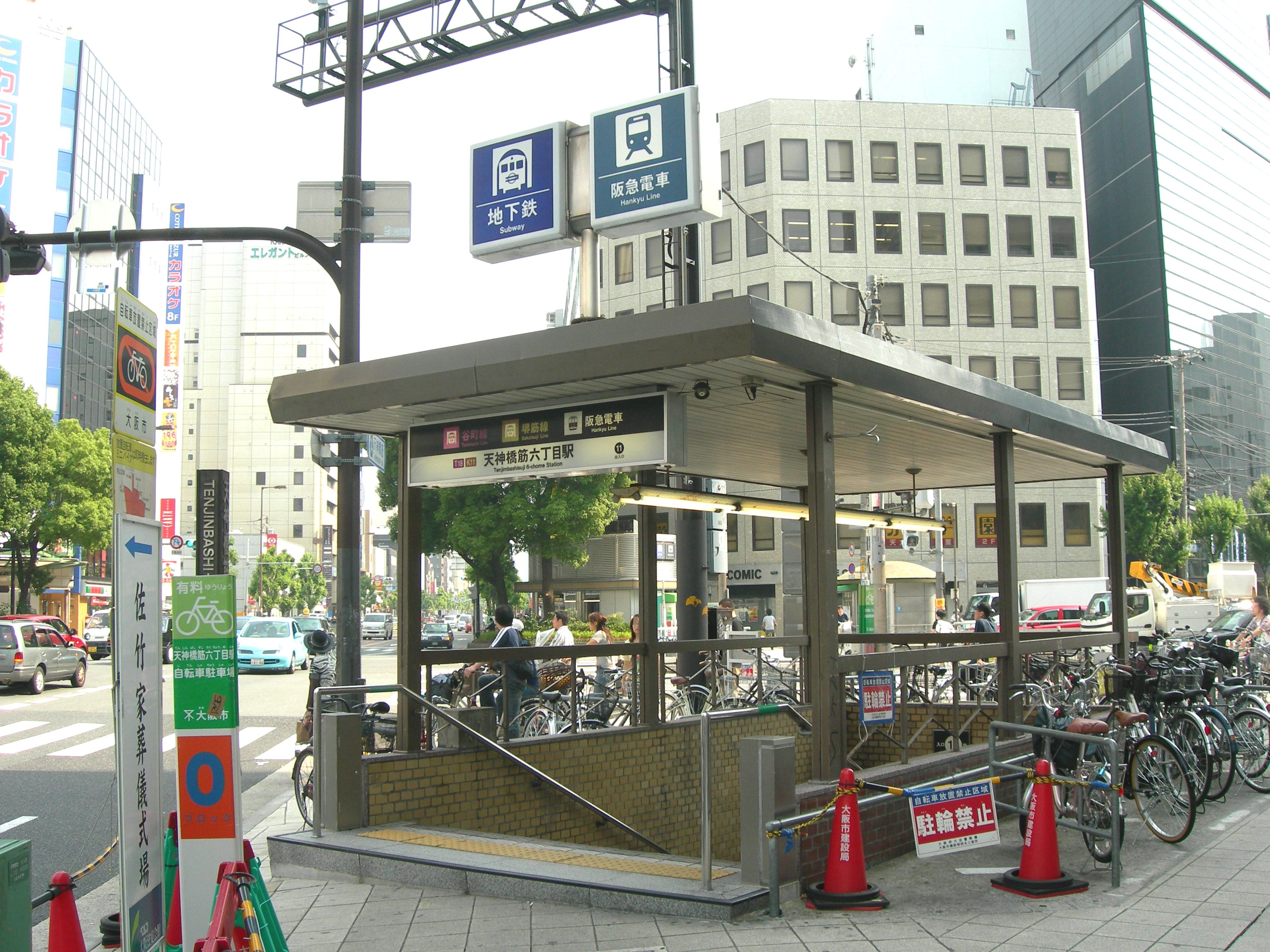
11号出入口（2011年6月）

天神橋筋六丁目駅（てんじんばしすじろくちょうめえき）は、大阪府大阪市北区天神橋六丁目にある、大阪市高速電気軌道（Osaka Metro）・阪急電鉄の駅である。駅および周辺地域は「天六」と呼ばれ親しまれている。
本稿では前身となる阪急単独駅の天神橋駅（てんじんばしえき）時代についても述べる。

## 概要
Osaka Metroの堺筋線と谷町線、および阪急の千里線が乗り入れており、このうち堺筋線と千里線は当駅を介して相互直通運転を実施している。両社の共同使用駅であり、Osaka Metroの管轄駅である。駅番号はOsaka Metroに対してのみ付与されており、堺筋線がK11、谷町線がT18である。
1969年（昭和44年）までは大阪市電が、1975年（昭和50年）までは阪神北大阪線が地上に乗り入れていた。
近鉄南大阪線の大阪阿部野橋駅・阪急京都本線・阪急宝塚本線・阪急神戸本線の大阪梅田駅とともに、数少ない大阪環状線より外側にある私鉄のターミナル駅でもある。

## 歴史

### 天神橋駅
1925年（大正14年）10月15日、新京阪鉄道が大阪側のターミナル駅として天神橋駅を置いた。これが現在の天神橋筋六丁目駅の直接のルーツであり、当時の隣駅である長柄駅と共に近畿初の高架駅として知られる。この駅名は開業当時の町名「天神橋筋」を端折ったものであって、橋梁の天神橋は堺筋線北浜駅東方にある。
開業当初は仮駅で開業し、翌年地上7階建ての駅ビルが完成するが、この駅ビルはアメリカのパシフィック電鉄の駅をモデルにしたものと言われ、日本におけるターミナルビルの先駆として名高い。駅の3・4階には「新京阪マーケット」が入っており、安さと品揃えの良さで人気を集めた。このほか、5・6階に新京阪の本社、7階に新京阪会館と北大阪倶楽部が入居しており、新京阪が京阪に合併されると、阪急に戦時統合されるまで当駅に京阪の本社事務所が置かれた。
プラットホームはビルの2階部にあり、櫛型のホーム3面と軌道5線を備えていた。当初はホーム北寄りを降車ホームとし、列車は降車客を降ろして奥に進み、乗車客の取扱いを行っていた。新京阪のターミナルであったことから、戦前には特急や急行はその多くが当駅発着であった。戦時中に新京阪が阪急と統合され京阪神急行電鉄となったのち、戦後1950年に特急が復活した時は当駅発着であったものの、1956年以降はすべて梅田駅発着となり、当駅に発着するのは普通列車のみとなった。
1970年の大阪万博開催に備えて堺筋線が建設され、阪急千里線と相互直通運転を行うことになった。それに合わせて当駅の地下化工事が行われ、工事期間中は天神橋駅に通じる単線の仮設線を設けて工事を行った。地下化後駅ビルは改装され「天六阪急ビル」となって存続し駅のホーム跡もはっきりと認めることができたが、再開発計画に伴い2010年に取り壊された。なお、跡地には2013年に阪急不動産によって超高層マンション「ジオタワー天六」が建てられ、その居住者用ロビーには、駅階段部に使用されていた大理石がアクセントパネルとなって保存されている。

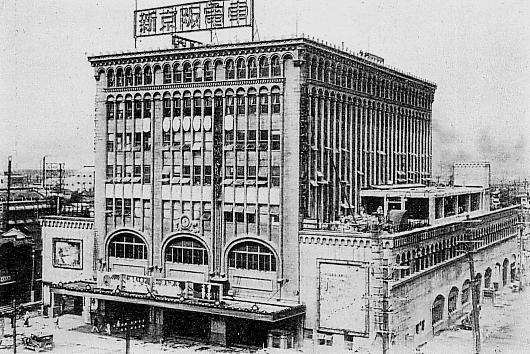
1930年頃の新京阪鉄道天神橋駅
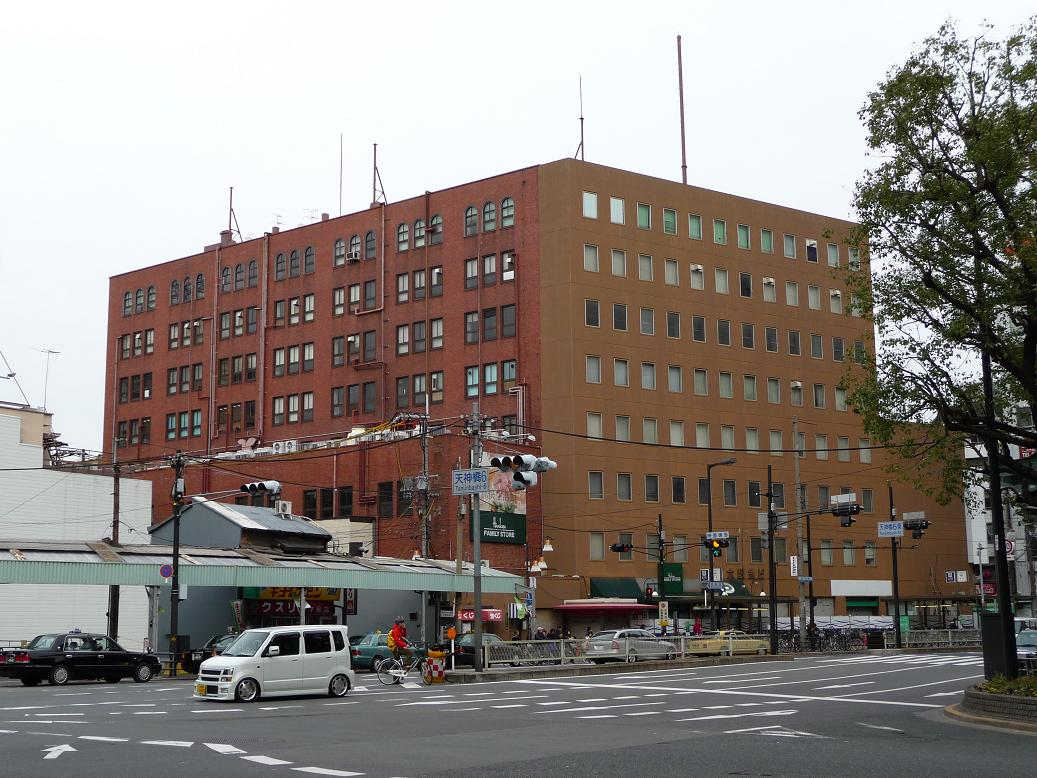
2010年の天六阪急ビル（解体前）
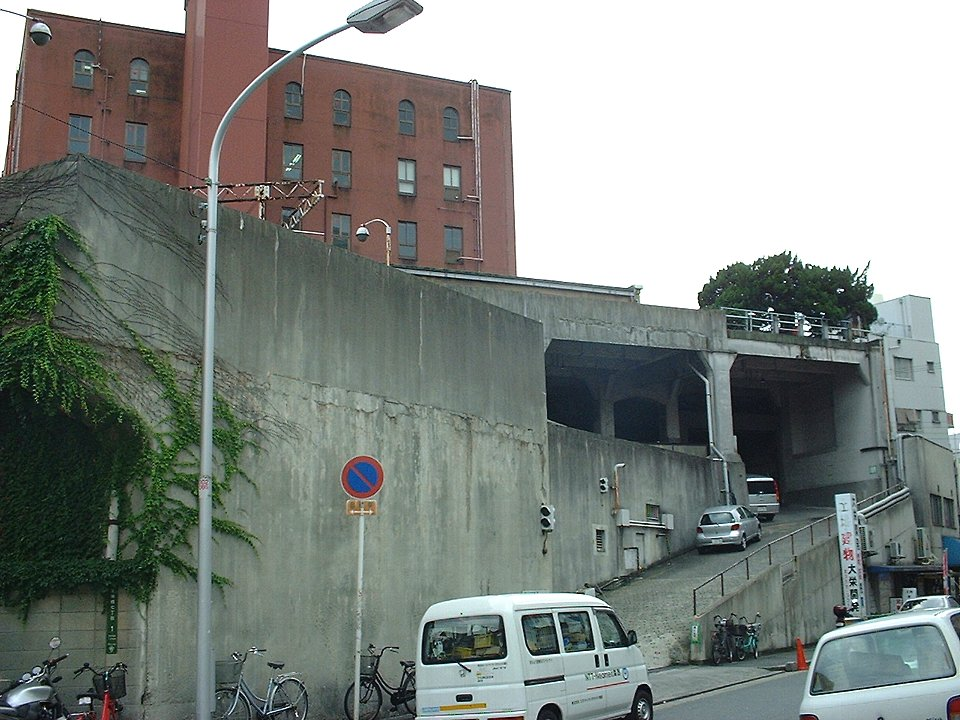
天六阪急ビルの北側にあった天神橋駅ホーム跡（搬入口として転用されている）
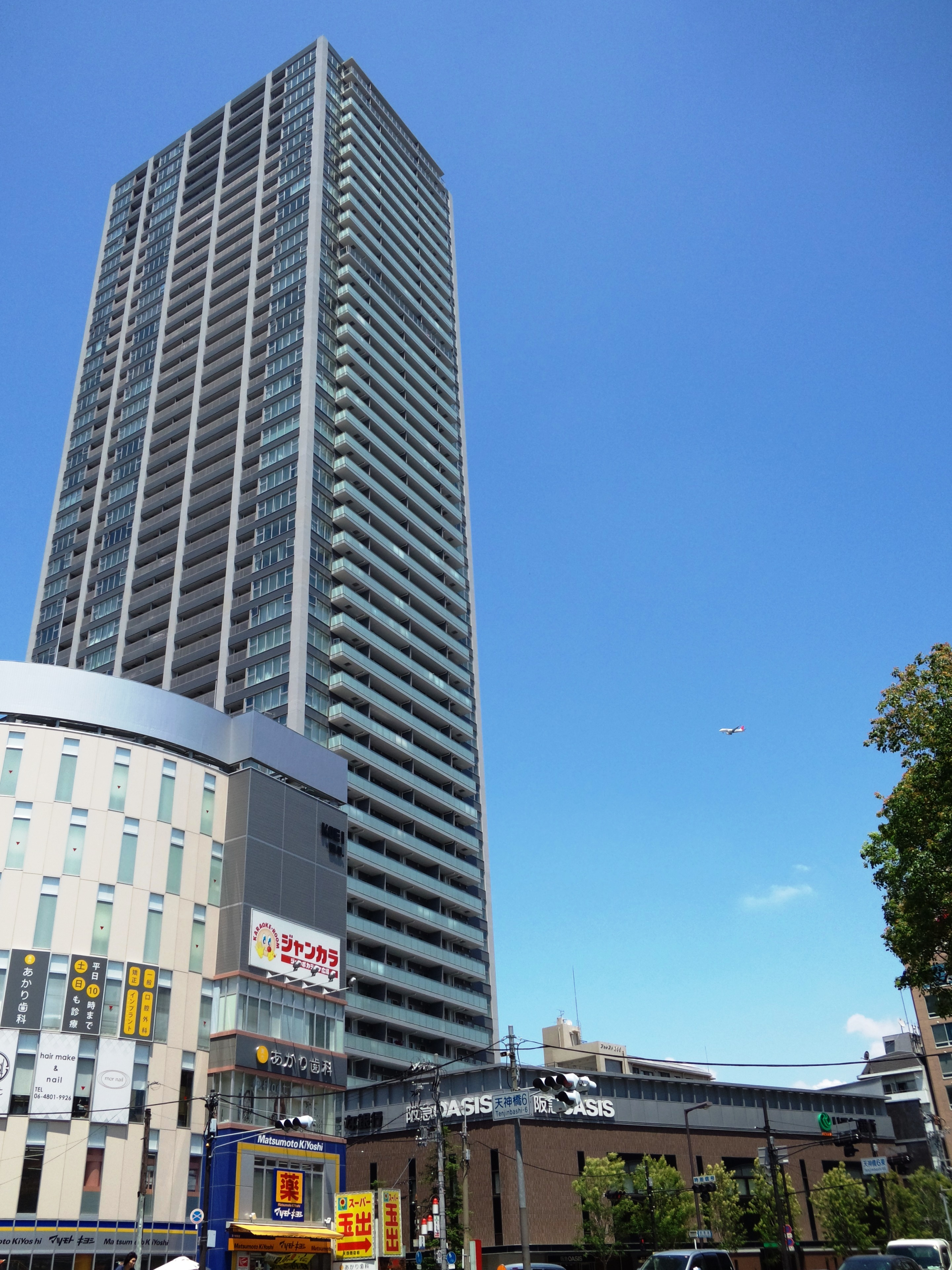
天六阪急ビル跡地に建設された超高層マンション（ジオタワー天六）
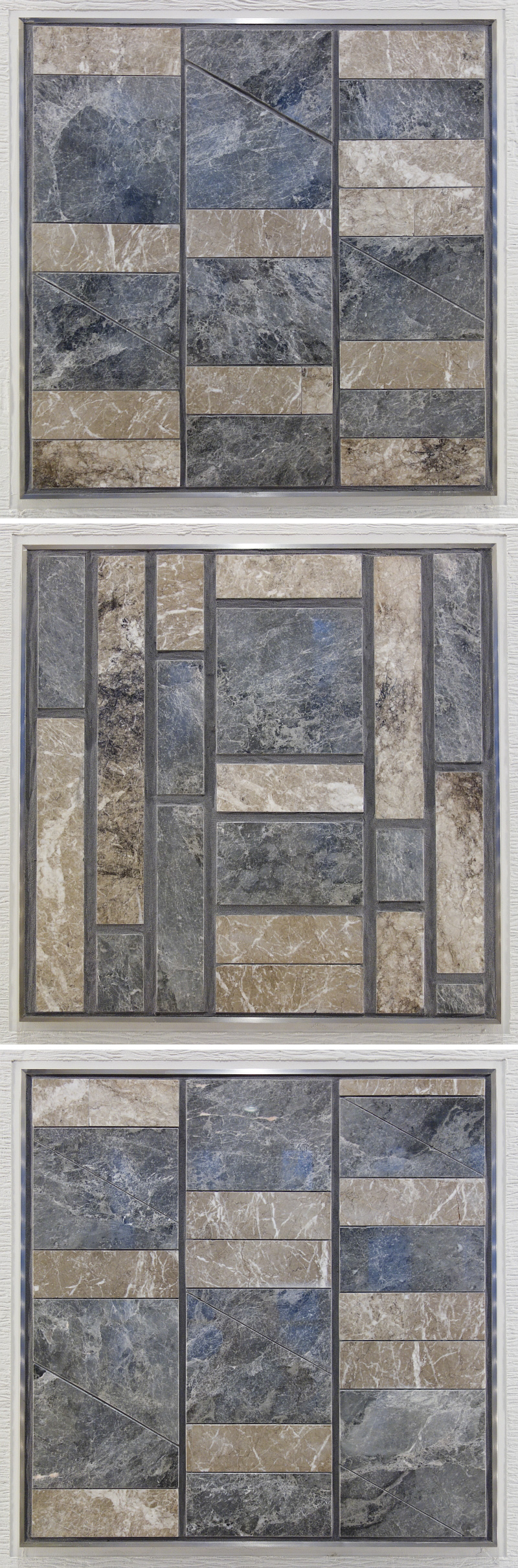
階段部の大理石で作られたアクセントパネル

### 大阪市電と阪神電車
当駅にはかつて阪神北大阪線も乗り入れていたが、これは阪神国道線と同じく路面電車であり、駅も路面電車停留場に類するものであった。複線の併用軌道が駅手前で単線になり、片側の線路敷を利用して安全地帯が設けられていた。停留場ながら、「阪神電車のりば」と書かれた大きな看板が掲げられていた。駅跡は道路となっている。
大阪市電の停留場には、1915年から1927年の長柄橋延長までループ線が設けられ、ポールや救助網の昇降など折り返しの手間が省かれていたことが特筆される。

### 年表
- 1914年（大正3年）8月1日：阪神北大阪線天神橋筋六丁目停留場 - 野田停留場間開業。
- 1915年（大正4年）1月8日：大阪市電北浜線北浜二丁目停留場 - 天神橋筋六丁目停留場間開業。
- 1925年（大正14年）10月15日：新京阪鉄道新京阪線（現・阪急千里線） 天神橋駅 - 淡路駅間開業。
- 1930年（昭和5年）
  - 4月21日：天神橋駅 - 京都西院駅間に超特急を運転開始。途中、淡路駅のみの停車で京阪間を34分にて結んだ[注 3]。
  - 9月15日：新京阪線、会社合併に伴い京阪電気鉄道の駅となる。
- 1943年（昭和18年）10月1日：会社合併に伴い新京阪線が京阪神急行電鉄（現・阪急電鉄）の所属となる。
- 1949年（昭和24年）12月1日：新京阪線が京都本線に改称。
- 1950年（昭和25年）10月1日：京都本線で特急運転が復活。京阪神京都駅（現在の大宮駅）までノンストップ。
  - のちに高槻市駅、西院駅にも停車するが利用客が少なく、朝夕のみの運転に縮小される。
- 1956年（昭和31年）4月16日：同年1月に十三線南方 - 崇禅寺間の線形改良が完成したことに伴い、京都本線の特急が梅田駅発着(ノンストップ)に変更された。当駅は普通のみが発着する駅となる。
- 1959年（昭和34年）2月18日：路線再編に伴い京都本線が線名変更。京阪神急行電鉄千里山線（現・阪急千里線）の駅となる。
- 1968年（昭和43年）5月1日：大阪市電北浜線廃止。
- 1969年（昭和44年）12月6日：大阪市営地下鉄堺筋線当駅 - 動物園前駅間開業、阪急線との相互直通運転開始[8]。これに伴い、天神橋駅は天神橋筋六丁目駅に統合（手続き上は天神橋駅の移転・改称扱い）、阪急と大阪市営地下鉄の共同使用駅となる。
  - 堺筋線との直通列車は最長でも高槻市駅発着となり、当駅から河原町駅への直通がなくなる。当駅を発着するのは大阪府内で完結する列車だけとなる。
- 1970年（昭和45年）4月8日：大阪市営地下鉄谷町線の駅の工事現場で天六ガス爆発事故発生。
- 1973年（昭和48年）4月1日：社名変更により、京阪神急行電鉄が阪急電鉄となる。
- 1974年（昭和49年）5月29日：大阪市営地下鉄谷町線 東梅田駅 - 都島駅間延伸により同線の天神橋筋六丁目駅開業。乗換駅となる。
- 1975年（昭和50年）5月6日：阪神北大阪線廃止。
- 1979年（昭和54年）3月5日：堺筋線・千里線、普通列車を5両編成から6両編成に増結。平日の朝夕には動物園前駅 - 河原町駅間に堺筋急行を運転開始。優等列車は約23年ぶり、河原町駅発着の列車は約8年4か月ぶりに復活した。
  - 改正当日は休日のため、実際には堺筋急行の運行開始は翌日の3月5日から。
- 2004年（平成16年）7月1日：駅ナンバリング導入[9]。
- 2011年（平成23年）5月14日：堺筋線・千里線ではダイヤ改正。土休日の日中に堺筋準急が定期列車として設定されたほか、春・秋の行楽シーズンに天下茶屋駅 - 嵐山駅間の直通特急を運転開始した。直通特急は1956年以来に当駅を発着する特急列車となった。
  - 同年秋よりこの列車は「ほづ」を名乗るようになる。
- 2018年（平成30年）4月1日：大阪市交通局の民営化により、所属事業者・管轄が大阪市高速電気軌道 (Osaka Metro) に変更。
- 2019年（平成31年）1月19日：この日行われた堺筋線・千里線ダイヤ改正で土休日の堺筋準急が増発される一方、直通特急「ほづ」の設定がなくなり、当駅を発着する特急列車が再度廃止される。
- 2023年（令和5年）3月5日：堺筋線で可動式ホーム柵の使用を開始[10]。
- 2025年（令和7年）6月20日：谷町線で可動式ホーム柵の使用を開始。

## 駅構造

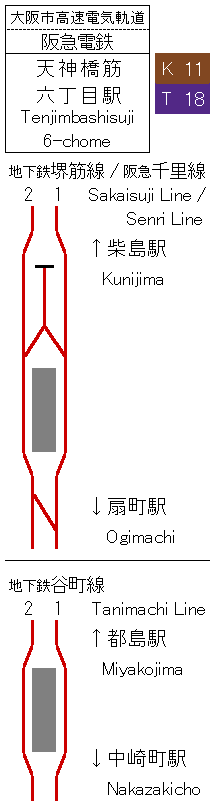
配線図

3線ともに島式ホーム1面2線を有する地下駅である。
堺筋線・阪急線ホームはOsaka Metroと阪急電鉄の共同使用駅で、Osaka Metroが管轄している。堺筋線は当駅を境に千里線および淡路駅から京都本線へ相互直通運転を行っており、最遠で京都河原町駅まで運転されている。
平日ダイヤでは堺筋線の約3割の列車が当駅始発・終着であり、柴島駅寄りにあるY字形の引き上げ線を利用して折り返す。また、早朝・深夜は阪急線方面から当駅終着の列車が存在する。こちらの列車は天下茶屋駅寄りの片渡り線を利用して折り返す。
谷町線ホームは堺筋線・阪急線より深い位置にある。両ホームは北改札（谷町線東梅田駅寄り、阪急線淡路駅寄り）付近の連絡通路でつながっている。その他、谷町線ホーム大日駅寄りには東改札、堺筋線ホーム天下茶屋駅寄りには南改札がある。東改札には阪急電鉄の券売機が設置されていないが、阪急線の乗車券での入出場は可能である。
両ホームは離れており計3段階の階移動が必要なため、乗り換えは南森町駅の方が容易である。
当駅は、堺筋本町管区駅に所属しており、駅長が配置され、当駅および扇町駅を管轄している。

### のりば
| 番線                 | 路線                 | 行先                                 |
| 堺筋線・阪急線ホーム | 堺筋線・阪急線ホーム | 堺筋線・阪急線ホーム                 |
| -------------------- | -------------------- | ------------------------------------ |
| 1                    | 堺筋線               | 堺筋本町・日本橋・天下茶屋方面       |
| 2                    | 千里線               | 淡路・北千里・高槻市・京都河原町方面 |
| 谷町線ホーム         |                      |                                      |
| 1                    | 谷町線               | 東梅田・天王寺・八尾南方面           |
| 2                    | 谷町線               | 都島・大日方面                       |

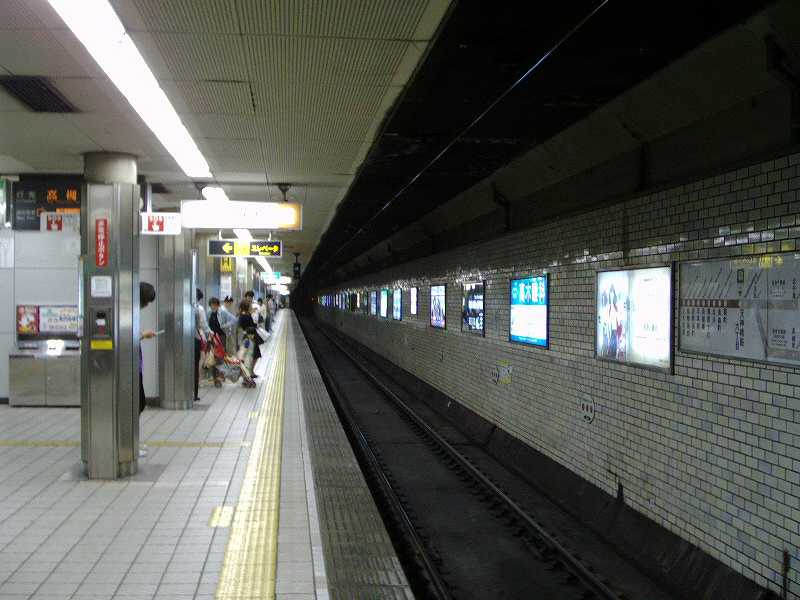
堺筋線・阪急線ホーム（ホーム柵設置前）
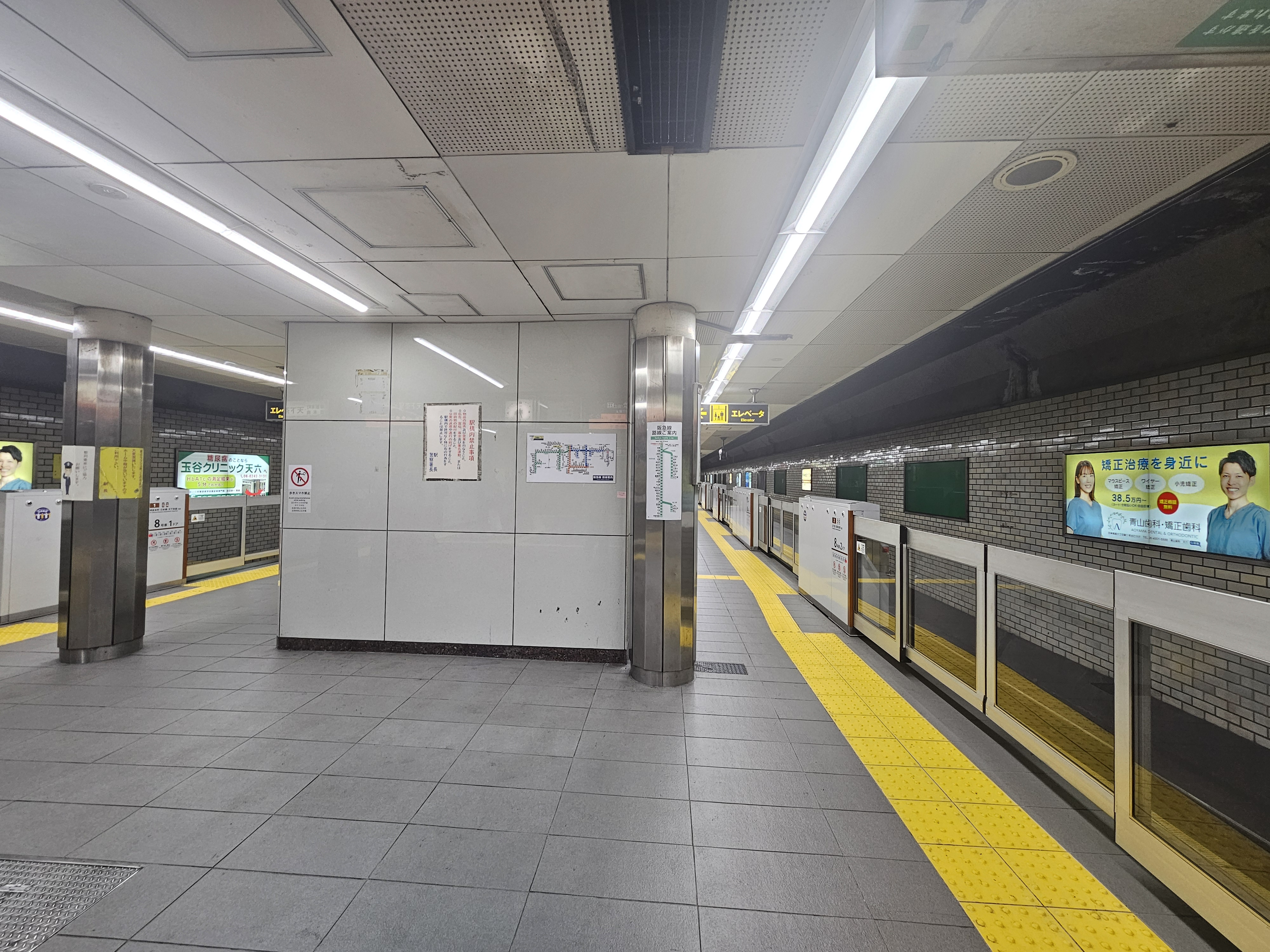
堺筋線・阪急線ホーム（ホーム柵設置後）
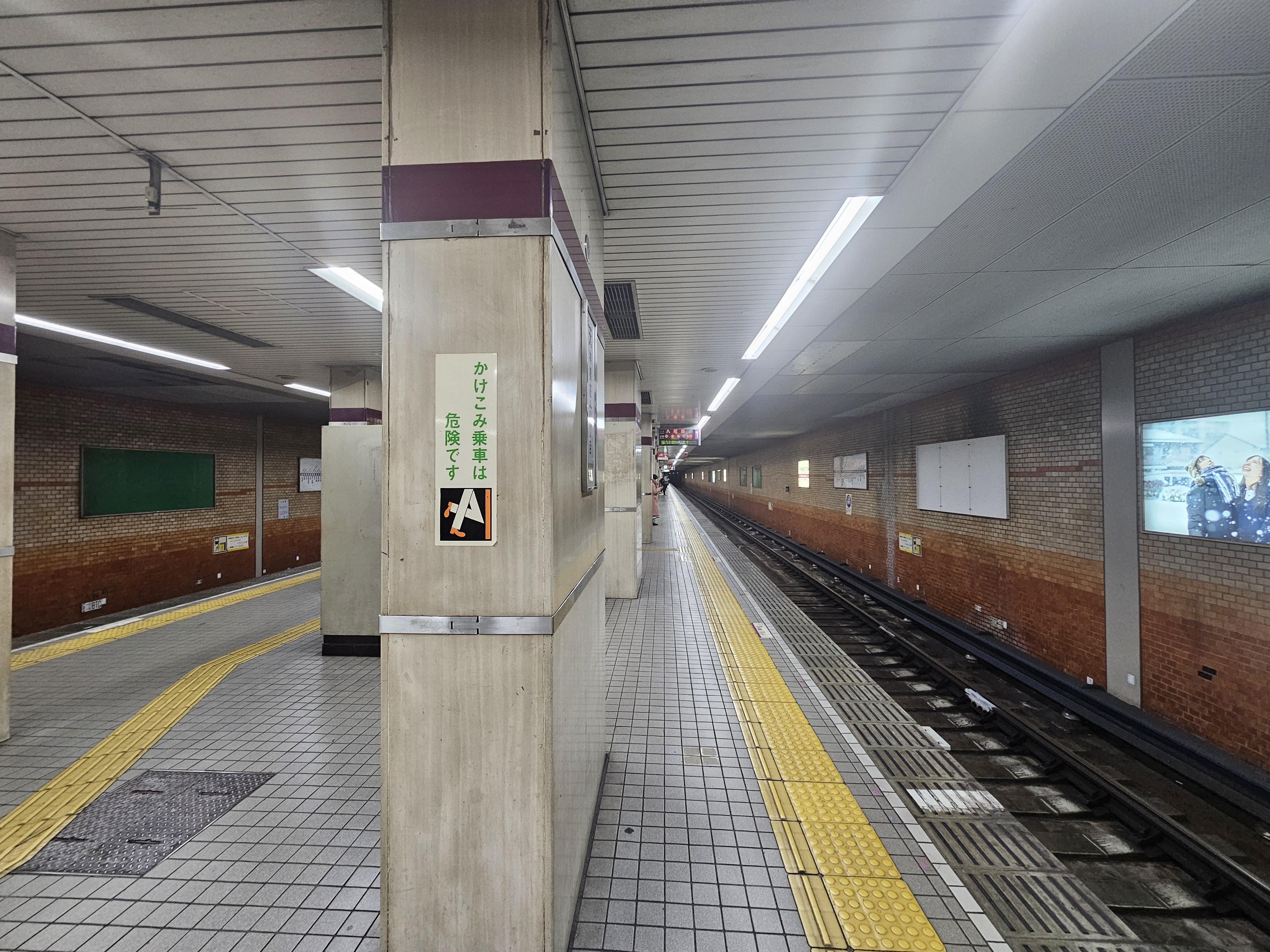
谷町線ホーム（ホーム柵設置前）
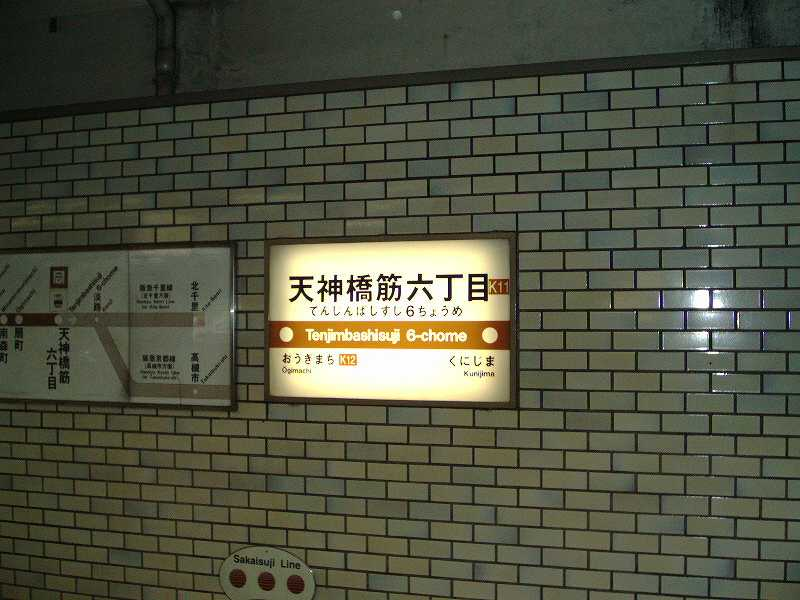
堺筋線　駅名標
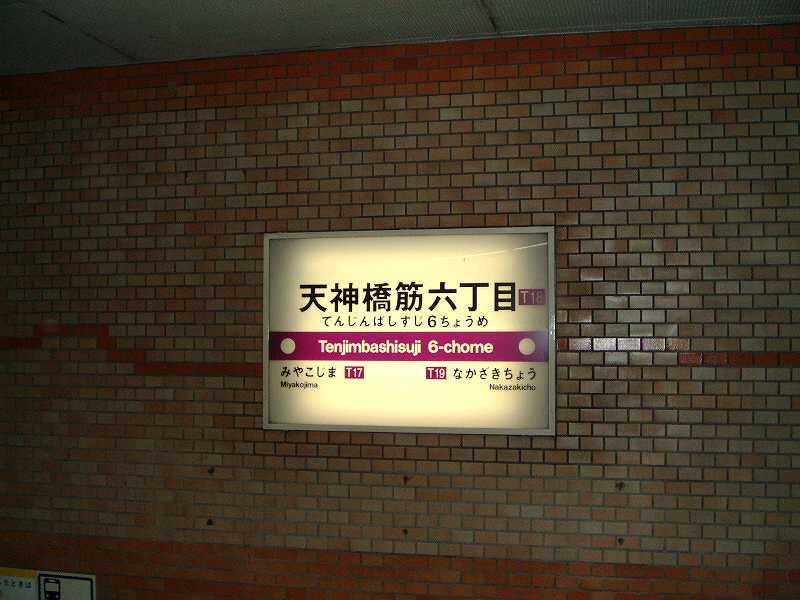
谷町線　駅名標

### ダイヤ

#### Osaka Metro堺筋線・阪急千里線
普通のほか、平日ラッシュ時と土休日の日中に堺筋準急が運行されている。
当駅 - 天下茶屋駅間の堺筋線内折り返し列車が運転されているほか、阪急千里線北千里駅または阪急京都本線京都河原町駅（普通のほとんどは高槻市駅）まで相互直通運転を行っている。堺筋線内の途中駅発着列車はない。朝・夜には千里線淡路駅・京都本線正雀駅・茨木市駅発着、朝・夕方に相川発、平日の朝・夕方と土曜・休日の朝・夜には京都河原町行きの普通列車が運転されている。北千里駅発着列車は大阪梅田駅発着の京都本線普通と、京都本線直通列車は大阪梅田駅発着の千里線直通列車とそれぞれ淡路駅で接続することを考慮している。なお阪急の車両は堺筋線全区間に乗り入れているが、Osaka Metroの車両は京都本線内は高槻市駅までの運行である（京都府には乗り入れない）。
平日日中は高槻市発着・当駅発着・北千里発着を繰り返す20分サイクルで運行されている。土休日の日中は当駅発着がなくなり、堺筋準急が1本加わることで堺筋線・千里線とも20分サイクルに3本（約6分40秒間隔）での運行となっている。
このほか、2009年と2011年から2018年までの春・秋の行楽シーズンには天下茶屋駅 - 嵐山線嵐山駅間に臨時直通列車が設定されており、2011年 - 2018年の間は堺筋線内も通過運転を行う直通特急「ほづ」として運行していた。

#### Osaka Metro谷町線
全列車が各駅に停車する。日中は大日駅 - 八尾南駅間の運行に統一されており、6分間隔で運行される。平日の朝夕ラッシュ時には都島駅 - 文の里駅・喜連瓜破駅間の運行の列車もあり、当駅の停車本数が増加する。

### 付記
- 当駅は阪急の駅ではあるが、高速神戸駅および新開地駅と共に2013年12月21日から導入された駅ナンバリングの対象外となっており、阪急線の案内ではOsaka Metroの駅番号（K11）のみを用いており、阪急仕様の駅番号などの表記はされていない。また、当駅における堺筋線・阪急線ホームの駅名標についても柴島駅方の駅番号（HK-87）は未表記となっている[注 6]。
- 阪急の駅では最も駅名の字数が多い駅で（自社管理駅では雲雀丘花屋敷駅が最長）、阪急車両の行先表示器では「天」と「六」のみ大きい天神橋筋六丁目と表示される。Osaka Metroの車両では天神橋筋六と表示されていたが、2018年より順次阪急車両と同様の表記に変更されている。
  - 1974年まで（普通鉄道の駅としては1969年以降1984年の馬出九大病院前駅開業まで）鉄道駅として日本最長の駅名（14文字）であった。同年5月に札幌市電旭山公園通停留場が西線9条旭山公園通停留場（20文字）に改称したことによりこの座を明け渡した。その後平成以降に長い駅名の駅の開業・改称が相次ぎ、令和の年号になってからはTOP20にも入っていない。
- 当駅のローマ字表記は、Osaka Metroでは「Tenjimbashisuji 6-chome」であるが、阪急では「Tenjimbashisuji-rokuchome」と表記される。

### 出口
| 出口番号 | 出口周辺 | 接続改札 | 最寄りの路線 | 備考 |
| -------- | --- | -------- | ------------ | ---- |
| 1        | | 東改札   | 谷町線       |      |
| 2        | | 東改札   | 谷町線       |      |
| 3        | 大阪市立住まい情報センター連絡通路・大阪くらしの今昔館(住まいのミュージアム)連絡通路 大阪市住宅供給公社連絡通路・子育ていろいろ相談センター連絡通路 三井住友銀行連絡通路 | 東改札   | 谷町線       |      |
| 4        | | 東改札   | 谷町線       |      |
| 5        | シティバスのりば | 東改札   | 谷町線       |      |
| 6        | シティバスのりば | 北改札   | 堺筋線       |      |
| 8        | | 北改札   | 堺筋線       |      |
| 9        | | 北改札   | 堺筋線       |      |
| 10       | | 北改札   | 堺筋線       |      |
| 11       | シティバスのりば | 北改札   | 堺筋線       |      |
| 12       | | 南改札   | 堺筋線       |      |
| 13       | | 南改札   | 堺筋線       |      |

## 利用状況

### 阪急電鉄
2022年（令和4年）度の特定日乗降人員は14,144人（乗車人員：7,224人、降車人員：6,920人）である。この値には、堺筋線との直通人員、および谷町線との乗換人員を含まない。
各年度の特定日及び1日平均利用状況は下表の通り。なお、特定日の数値は大阪府の、1日平均の数値は大阪市のデータによる。また1日平均乗車人員については堺筋線・谷町線との直通及び乗換人員を含む。
1969年度調査までは阪急電鉄単独（天神橋駅）。また同年度調査については下記の大阪市交通局（現・Osaka Metro）とは調査日が異なり、こちらは堺筋線開業前に実施している。なお出典である大阪府統計年鑑においては、堺筋線開業後も1973年度調査の記録（昭和49年分）までは「天神橋」の駅名で記載されている。
一部の年度については阪急電鉄の乗車人員の値に地下鉄直通人員を含めていると考えられる年度がある。該当する記録については下線付きで記載する。
| 年度               | 特定日利用状況 | 特定日利用状況 | 特定日利用状況 | 1日平均 乗車人員 | 出典          | 出典         |
| 年度               | 乗車人員       | 降車人員       | 乗降人員       | 1日平均 乗車人員 | 大阪府        | 大阪市       |
| ------------------ | -------------- | -------------- | -------------- | ---------------- | ------------- | ------------ |
| 1966年（昭和41年） | 25,963         | -              | -              | -                | [ 大阪府 1 ]  | -            |
| 1967年（昭和42年） | 24,042         | -              | -              | -                | [ 大阪府 2 ]  | -            |
| 1968年（昭和43年） | 22,391         | -              | -              | -                | [ 大阪府 3 ]  | -            |
| 1969年（昭和44年） | 22,231         | -              | -              | -                | [ 大阪府 4 ]  | -            |
| 1970年（昭和45年） | 15,435         | -              | -              | -                | [ 大阪府 5 ]  | -            |
| 1971年（昭和46年） | 15,676         | -              | -              | -                | [ 大阪府 6 ]  | -            |
| 1972年（昭和47年） | 13,430         | -              | -              | -                | [ 大阪府 7 ]  | -            |
| 1973年（昭和48年） | 64,150         | -              | -              | -                | [ 大阪府 8 ]  | -            |
| 1974年（昭和49年） | 59,335         | -              | -              | -                | [ 大阪府 9 ]  | -            |
| 1975年（昭和50年） | 12,326         | -              | -              | -                | [ 大阪府 10 ] | -            |
| 1976年（昭和51年） | 63,877         | -              | -              | -                | [ 大阪府 11 ] | -            |
| 1977年（昭和52年） | 59,678         | -              | -              | -                | [ 大阪府 12 ] | -            |
| 1978年（昭和53年） | 66,883         | -              | -              | -                | [ 大阪府 13 ] | -            |
| 1979年（昭和54年） | 70,452         | -              | -              | -                | [ 大阪府 14 ] | -            |
| 1980年（昭和55年） | 16,116         | -              | -              | -                | [ 大阪府 15 ] | -            |
| 1981年（昭和56年） | 9,776          | -              | -              | -                | [ 大阪府 16 ] | -            |
| 1982年（昭和57年） | 9,982          | 9,680          | 19,662         | -                | [ 大阪府 17 ] | -            |
| 1983年（昭和58年） | 76,699         | 71,777         | 148,476        | -                | [ 大阪府 18 ] | -            |
| 1984年（昭和59年） | 76,463         | 72,269         | 148,732        | -                | [ 大阪府 19 ] | -            |
| 1985年（昭和60年） | 69,268         | 70,658         | 139,926        | -                | [ 大阪府 20 ] | -            |
| 1986年（昭和61年） | 78,514         | 71,814         | 150,328        | -                | [ 大阪府 21 ] | -            |
| 1987年（昭和62年） | 9,288          | 8,745          | 18,033         | -                | [ 大阪府 22 ] | -            |
| 1988年（昭和63年） | 9,697          | 8,630          | 18,327         | -                | [ 大阪府 23 ] | -            |
| 1989年（平成元年） | -              | -              | -              | -                | [ 大阪府 24 ] | -            |
| 1990年（平成02年） | 8,298          | 7,358          | 15,656         | -                | [ 大阪府 25 ] | -            |
| 1991年（平成03年） | -              | -              | -              | -                | [ 大阪府 26 ] | -            |
| 1992年（平成04年） | 7,803          | 7,206          | 15,009         | -                | [ 大阪府 27 ] | -            |
| 1993年（平成05年） | -              | -              | -              | -                | [ 大阪府 28 ] | -            |
| 1994年（平成06年） | -              | -              | -              | -                | [ 大阪府 29 ] | -            |
| 1995年（平成07年） | 10,253         | 10,379         | 20,632         | -                | [ 大阪府 30 ] | -            |
| 1996年（平成08年） | 10,345         | 10,590         | 20,935         | -                | [ 大阪府 31 ] | -            |
| 1997年（平成09年） | 10,624         | 10,547         | 21,171         | -                | [ 大阪府 32 ] | -            |
| 1998年（平成10年） | 10,520         | 10,670         | 21,190         | -                | [ 大阪府 33 ] | -            |
| 1999年（平成11年） | -              | -              | -              | -                | [ 大阪府 34 ] | -            |
| 2000年（平成12年） | 7,995          | 8,003          | 15,998         | -                | [ 大阪府 35 ] | -            |
| 2001年（平成13年） | 9,247          | 8,586          | 17,833         | 62,954           | [ 大阪府 36 ] | [ 大阪市 1 ] |
| 2002年（平成14年） | 9,328          | 8,622          | 17,950         | 61,589           | [ 大阪府 37 ] | [ 大阪市 1 ] |
| 2003年（平成15年） | 9,011          | 21,531         | 30,542         | 60,834           | [ 大阪府 38 ] | [ 大阪市 1 ] |
| 2004年（平成16年） | 9,006          | 8,418          | 17,424         | 59,656           | [ 大阪府 39 ] | [ 大阪市 1 ] |
| 2005年（平成17年） | 8,995          | 8,828          | 17,823         | 61,660           | [ 大阪府 40 ] | [ 大阪市 1 ] |
| 2006年（平成18年） | 9,001          | 9,509          | 18,510         | 78,689           | [ 大阪府 41 ] | [ 大阪市 1 ] |
| 2007年（平成19年） | 8,990          | 9,697          | 18,687         | 61,631           | [ 大阪府 42 ] | [ 大阪市 1 ] |
| 2008年（平成20年） | 4,898          | 10,342         | 15,240         | 60,292           | [ 大阪府 43 ] | [ 大阪市 1 ] |
| 2009年（平成21年） | 3,729          | 6,857          | 10,586         | 60,357           | [ 大阪府 44 ] | [ 大阪市 1 ] |
| 2010年（平成22年） | 3,362          | 8,574          | 11,936         | 67,959           | [ 大阪府 45 ] | [ 大阪市 1 ] |
| 2011年（平成23年） | 8,546          | 8,513          | 17,059         | 63,343           | [ 大阪府 46 ] | [ 大阪市 1 ] |
| 2012年（平成24年） | 8,212          | 8,178          | 16,390         | 63,837           | [ 大阪府 47 ] | [ 大阪市 1 ] |
| 2013年（平成25年） | 8,608          | 8,584          | 17,192         | 65,366           | [ 大阪府 48 ] | [ 大阪市 1 ] |
| 2014年（平成26年） | 8,592          | 8,570          | 17,162         | 66,035           | [ 大阪府 49 ] | [ 大阪市 1 ] |
| 2015年（平成27年） | 8,597          | 8,572          | 17,169         | 64,983           | [ 大阪府 50 ] | [ 大阪市 1 ] |
| 2016年（平成28年） | 8,366          | 8,350          | 16,716         | 70,977           | [ 大阪府 51 ] | [ 大阪市 1 ] |
| 2017年（平成29年） | 8,482          | 8,460          | 16,942         | 70,925           | [ 大阪府 52 ] | [ 大阪市 1 ] |
| 2018年（平成30年） | 8,480          | 8,460          | 16,940         | 72,888           | [ 大阪府 53 ] | [ 大阪市 1 ] |
| 2019年（令和元年） | 8,283          | 7,908          | 16,191         | 72,809           | [ 大阪府 54 ] | [ 大阪市 2 ] |
| 2020年（令和02年） | 7,077          | 6,754          | 13,831         | 52,401           | [ 大阪府 55 ] | [ 大阪市 3 ] |
| 2021年（令和03年） | 7,178          | 6,801          | 13,979         | 56,778           | [ 大阪府 56 ] | [ 大阪市 4 ] |
| 2022年（令和04年） | 7,046          | 6,768          | 13,814         | 64,484           | [ 大阪府 57 ] | [ 大阪市 5 ] |
| 2023年（令和05年） | 7,224          | 6,920          | 14,144         | 68,519           | [ 大阪府 58 ] |              |

#### 年次別利用状況
阪急電鉄では2007年分から2015年分までは上位50駅の平日限定乗車・降車・乗降人員を、2016年分のみ上位50駅の通年平均乗車・降車・乗降人員を、2017年分以降はほぼ全駅の通年平均乗降人員（いずれも年次別）を公表している。ただし当駅については2011年から2015年までは上位50位圏外となり、2017年以降公表分については当駅のみ公表対象外となっている。
なおいずれも市営地下鉄（当時）直通人員を含まない。
| 年次               | 乗車人員 | 降車人員 | 乗降人員 | 増減率 | 順位 | 出典       | 備考     |
| ------------------ | -------- | -------- | -------- | ------ | ---- | ---------- | -------- |
| 2007年（平成19年） | 8,434    | 9,697    | 18,131   |        | 49位 | [ 阪急 1 ] |          |
| 2008年（平成20年） | 8,737    | 10,343   | 19,080   | 5.2%   | 47位 | [ 阪急 2 ] |          |
| 2009年（平成21年） | 8,603    | 10,506   | 19,109   | 0.2%   | 46位 | [ 阪急 3 ] |          |
| 2016年（平成28年） | 8,366    | 8,350    | 16,716   |        | 48位 | [ 阪急 4 ] | [ 注 8 ] |

### Osaka Metro
2024年11月12日の1日乗降人員は37,233人（乗車人員：18,964人、降車人員：18,269人）、阪急線との1日直通人員は114,920人である。谷町線の駅では26駅中10位、堺筋線の駅では10駅中8位。
各年度の特定日における利用状況は下表の通りである。なお1969・1995年度の記録については、それぞれ1970・1996年に行われた調査である（会計年度上、表中に記載の年度となる）。
1972年度までのデータは地下鉄路線としては堺筋線のみ。
| 年度               | 調査日   | 当駅利用状況 | 当駅利用状況 | 当駅利用状況 | 直通人員 | 直通人員 | 直通人員 | 出典          | 出典          |
| 年度               | 調査日   | 乗車人員     | 降車人員     | 乗降人員     | 乗車人員 | 降車人員 | 乗降人員 | メトロ        | 大阪府        |
| ------------------ | -------- | ------------ | ------------ | ------------ | -------- | -------- | -------- | ------------- | ------------- |
| 1969年（昭和44年） | 01月27日 | 22,909       | 29,029       | 51,938       | 50,323   | 31,996   | 82,319   |               | [ 大阪府 4 ]  |
| 1970年（昭和45年） | 11月06日 | 11,389       | 10,912       | 22,301       | 33,602   | 29,031   | 62,633   |               | [ 大阪府 5 ]  |
| 1972年（昭和47年） | 11月14日 | 12,385       | 12,555       | 24,940       | 43,522   | 37,395   | 80,917   |               | [ 大阪府 7 ]  |
| 1975年（昭和50年） | 11月07日 | 25,635       | 26,260       | 51,895       | 62,024   | 57,611   | 119,635  |               | [ 大阪府 10 ] |
| 1977年（昭和52年） | 11月18日 | 27,134       | 27,515       | 54,649       | 64,217   | 59,670   | 123,887  |               | [ 大阪府 12 ] |
| 1981年（昭和56年） | 11月10日 | 25,419       | 25,881       | 51,300       | 71,265   | 67,307   | 138,572  |               | [ 大阪府 16 ] |
| 1985年（昭和60年） | 11月12日 | 25,566       | 25,352       | 50,918       | 71,369   | 69,939   | 141,308  |               | [ 大阪府 20 ] |
| 1987年（昭和62年） | 11月10日 | 25,304       | 25,193       | 50,497       | 75,075   | 73,195   | 148,270  |               | [ 大阪府 22 ] |
| 1990年（平成02年） | 11月06日 | 25,196       | 23,974       | 49,170       | 68,133   | 69,722   | 137,855  |               | [ 大阪府 25 ] |
| 1995年（平成07年） | 02月15日 | 25,694       | 24,092       | 49,786       | 68,144   | 64,333   | 132,477  |               | [ 大阪府 30 ] |
| 1998年（平成10年） | 11月10日 | 26,740       | 26,831       | 53,571       | 63,573   | 63,599   | 127,172  |               | [ 大阪府 33 ] |
| 2007年（平成19年） | 11月13日 | 16,813       | 15,978       | 32,791       | 54,740   | 54,187   | 108,927  |               | [ 大阪府 42 ] |
| 2008年（平成20年） | 11月11日 | 16,882       | 16,271       | 33,153       | 55,363   | 57,831   | 113,194  |               | [ 大阪府 43 ] |
| 2009年（平成21年） | 11月10日 | 16,876       | 16,552       | 33,428       | 55,160   | 62,279   | 117,439  |               | [ 大阪府 44 ] |
| 2010年（平成22年） | 11月09日 | 16,493       | 16,052       | 32,545       | 55,623   | 50,035   | 105,658  |               | [ 大阪府 45 ] |
| 2011年（平成23年） | 11月08日 | 16,405       | 15,745       | 32,150       | 56,402   | 50,617   | 107,019  |               | [ 大阪府 46 ] |
| 2012年（平成24年） | 11月13日 | 16,990       | 16,251       | 33,241       | 56,232   | 50,669   | 106,901  |               | [ 大阪府 47 ] |
| 2013年（平成25年） | 11月19日 | 17,367       | 16,680       | 34,047       | 57,659   | 51,877   | 109,536  | [ メトロ 1 ]  | [ 大阪府 48 ] |
| 2014年（平成26年） | 11月11日 | 17,493       | 16,924       | 34,417       | 58,832   | 53,109   | 111,941  | [ メトロ 2 ]  | [ 大阪府 49 ] |
| 2015年（平成27年） | 11月17日 | 18,939       | 18,362       | 37,301       | 60,093   | 55,309   | 115,402  | [ メトロ 3 ]  | [ 大阪府 50 ] |
| 2016年（平成28年） | 11月08日 | 19,175       | 18,670       | 37,845       | 59,900   | 55,049   | 114,949  | [ メトロ 4 ]  | [ 大阪府 51 ] |
| 2017年（平成29年） | 11月14日 | 20,017       | 19,349       | 39,366       | 61,726   | 56,364   | 118,090  | [ メトロ 5 ]  | [ 大阪府 52 ] |
| 2018年（平成30年） | 11月13日 | 19,399       | 18,725       | 38,124       | 63,315   | 58,009   | 121,324  | [ メトロ 6 ]  | [ 大阪府 53 ] |
| 2019年（令和元年） | 11月12日 | 19,967       | 19,578       | 39,545       | 61,933   | 57,166   | 119,099  | [ メトロ 7 ]  | [ 大阪府 54 ] |
| 2020年（令和02年） | 11月10日 | 16,931       | 16,223       | 33,154       | 53,542   | 49,450   | 102,992  | [ メトロ 8 ]  | [ 大阪府 55 ] |
| 2021年（令和03年） | 11月16日 | 16,893       | 16,363       | 33,256       | 54,390   | 50,605   | 104,995  | [ メトロ 9 ]  | [ 大阪府 56 ] |
| 2022年（令和04年） | 11月15日 | 17,460       | 17,025       | 34,485       | 55,956   | 52,073   | 108,029  | [ メトロ 10 ] | [ 大阪府 57 ] |
| 2023年（令和05年） | 11月07日 | 18,247       | 17,688       | 35,935       | 58,244   | 54,362   | 112,606  | [ メトロ 11 ] | [ 大阪府 58 ] |
| 2024年（令和06年） | 11月12日 | 18,964       | 18,269       | 37,233       | 59,360   | 55,560   | 114,920  | [ メトロ 12 ] |               |

### 1998年度までの路線別データ
最新の路線別データである1998年調査によると、梅田へ迂回せずほぼまっすぐに市内中心部へ向かう堺筋線側の利用が中心となっており、谷町線側の利用は堺筋線の半分程度となっている。
なお、当駅と同じく谷町線・堺筋線の連絡駅である南森町駅は谷町線側の利用が多くなっている。
| 年度               | 調査日   | 谷町線   | 谷町線   | 谷町線   | 堺筋線   | 堺筋線   | 堺筋線   | 出典          |
| 年度               | 調査日   | 乗車人員 | 降車人員 | 乗降人員 | 乗車人員 | 降車人員 | 乗降人員 | 出典          |
| ------------------ | -------- | -------- | -------- | -------- | -------- | -------- | -------- | ------------- |
| 1975年（昭和50年） | 11月07日 | 5,267    | 6,077    | 11,344   | 20,368   | 20,183   | 40,551   | [ 大阪府 10 ] |
| 1977年（昭和52年） | 11月18日 | 7,867    | 8,332    | 16,199   | 19,267   | 19,183   | 38,450   | [ 大阪府 12 ] |
| 1981年（昭和56年） | 11月10日 | 8,660    | 8,852    | 17,512   | 16,759   | 17,029   | 33,788   | [ 大阪府 16 ] |
| 1985年（昭和60年） | 11月12日 | 8,774    | 8,650    | 17,424   | 16,792   | 16,702   | 33,494   | [ 大阪府 20 ] |
| 1987年（昭和62年） | 11月10日 | 8,978    | 8,964    | 17,942   | 16,326   | 16,229   | 32,555   | [ 大阪府 22 ] |
| 1990年（平成02年） | 11月06日 | 9,401    | 9,033    | 18,434   | 15,795   | 14,941   | 30,736   | [ 大阪府 25 ] |
| 1995年（平成07年） | 02月15日 | 8,918    | 8,142    | 17,060   | 16,776   | 15,950   | 32,726   | [ 大阪府 30 ] |
| 1998年（平成10年） | 11月10日 | 8,268    | 7,746    | 16,014   | 18,472   | 19,085   | 37,557   | [ 大阪府 33 ] |

## 駅周辺
現在、町名は天神橋六丁目、駅名は天神橋筋六丁目と異なっている。これは、1900年（明治33年）から天神橋筋六丁目という町名だったが、1977年（昭和52年）に大淀区側が、翌1978年（昭和53年）に北区がそれぞれ天神橋筋を天神橋に改称したことによる。よって、阪神・大阪市電・Osaka Metro・阪急（改称後）の4駅とも駅名に当時の町名を採用したことになる。

### 商業施設
- 阪急オアシス 天六店 - 天六阪急ビル取り壊し後、跡地に建設された「ジオタワー天六」1Fに入居
- 天神橋筋商店街 - 日本一長い商店街
- 天五中崎通商店街 - 中崎町駅側へ伸びる商店街
- スーパー銭湯 なにわの湯
- ライフスポーツKTV 天六店
- FREEDOM

### 公的施設など
- 北図書館
- 大阪市立住まい情報センター
  - 大阪くらしの今昔館
- 加納総合病院
- 行岡病院
  - 両院は交通局の案内放送が行われる（1度に案内されるのは一方のみで、放送更新時に不定期に入れ替わる）
- 北斎場

### 学校
- 辻学園調理・製菓専門学校
- マロニエファッションデザイン専門学校

### その他
- 国分寺
- 鶴満寺
- 本照寺
- 清光寺
- 正徳寺
- 正蓮寺
- 佛照寺
- 法正寺
- 大信寺
- 安楽寺
- 三宝寺
- 南長柄八幡宮
- 長柄八幡宮
- 沖向地蔵尊
- 長柄東公園
- 本庄公園
- 毛馬桜之宮公園
- 淀川リバーサイドタウン
- 天六ガス爆発事故慰霊碑
- 日本生命天六ビル
- 任天堂大阪支店
- JR大阪環状線・天満駅 - 南改札口を出て12号出口から徒歩10分程で乗り換えが可能である。案内表示もある。堺筋線利用の場合は南隣の扇町駅がより近い。

## バス路線
最寄りの停留所は天神橋筋（府道14号大阪高槻京都線）と都島通の交差点付近にある天神橋六丁目となる。停留所名は駅名と異なり、地名に合わせ「筋」の文字は入らない。以下の路線が乗り入れ、大阪シティバスにより運行されている。かつては阪神バスの天神橋筋六丁目停留所もあり、野田阪神前行の北大阪線を運行していたが、2024年1月13日ダイヤ改正により休止された。
- 37号系統：大阪駅前/井高野車庫前
- 83号系統：花博記念公園北口/大阪駅前

## 隣の駅
大阪市高速電気軌道 (Osaka Metro)・阪急電鉄
 堺筋線・■千里線
■準急（堺筋線内は各駅に停車）
淡路駅（千里線）(HK-63) - 天神橋筋六丁目駅 (K11) - 扇町駅（堺筋線）(K12)
■普通
柴島駅（千里線）(HK-87) - 天神橋筋六丁目駅 (K11) - 扇町駅（堺筋線）(K12)
- 括弧内は路線と駅番号を示す。

1944年（昭和19年）までは、柴島駅との間に長柄駅が存在した。
 谷町線
都島駅 (T17) - 天神橋筋六丁目駅 (T18) - 中崎町駅 (T19)

### かつて存在した路線
阪神電気鉄道
北大阪線
本庄中通停留場 - 天神橋筋六丁目停留場
大阪市交通局（大阪市電）
天神橋西筋線・長柄橋筋線（天神橋筋線）
天神橋筋五丁目停留場 - 天神橋筋六丁目停留場 - 天神橋筋七丁目停留場
梅田善源寺町線（守口線）
浮田町停留場 - 天神橋筋六丁目停留場 - 長江国分寺停留場

### 記事本文